# Ambuyat

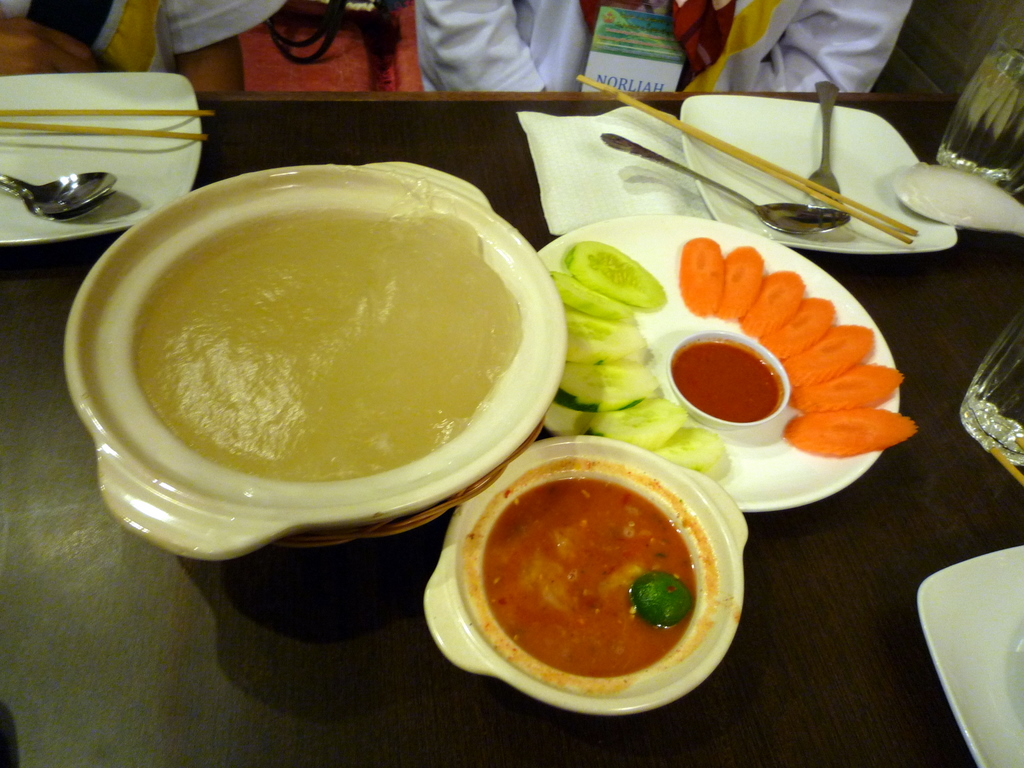
Ambuyat in Bandar Seri Begawan, Brunei

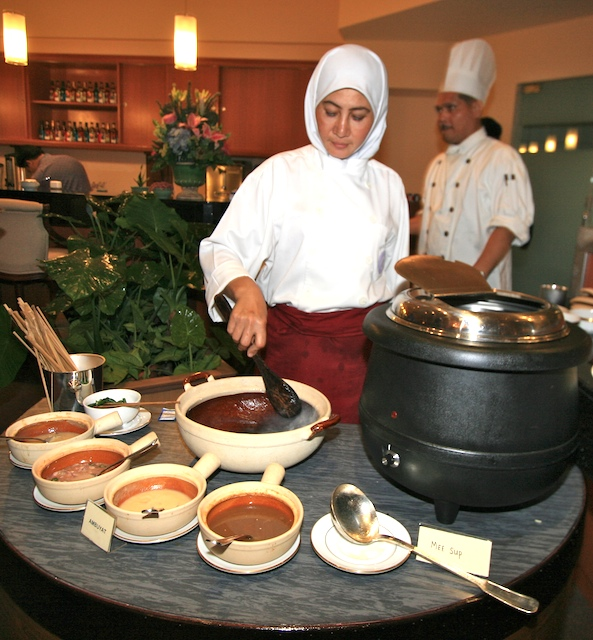
Zubereitung von Ambuyat in einem bruneiischen Restaurant

Ambuyat ist ein in Wasser angerührter Sago-Brei aus einer geschmacksneutralen Substanz, ähnlich wie Tapiokastärke. 
Die Sago-Stärke wird aus dem Inneren des Stammes einer Sagopalme  (Metroxylon) gewonnen und in heißem Wasser aufgelöst und quellen gelassen. Um sie zu gewinnen, wird die Palme gefällt, in Stücke zersägt und entrindet. Die Stücke werden dann mit einer Maschine ausgekratzt oder geraspelt und in einer Rinne aufgefangen.
Ambuyat ist das Nationalgericht von Brunei, Außerdem wird es in den Malaysischen Bundesstaaten Sarawak, Sabah und dem föderalen Territorium von Labuan, gegessen, wo es auch als Linut bekannt ist.
Ambuyat wird von den Bruneiischen Malaien als Delikatesse geschätzt. Es wird normalerweise mit einer zweizinkigen Bambusgabel (Chandas) gegessen, wobei die Stärke erst um die Zinken aufgerollt wird, und dann in eine Fischsuppe (Ikan Rebus) getunkt wird, von der es mehrere Arten gibt. Oft wird es mit gekochtem Blattgemüse (Sayur Bayam) und einer scharfen Soße (Cacah Binjai) serviert.

## Ähnliche Gerichte

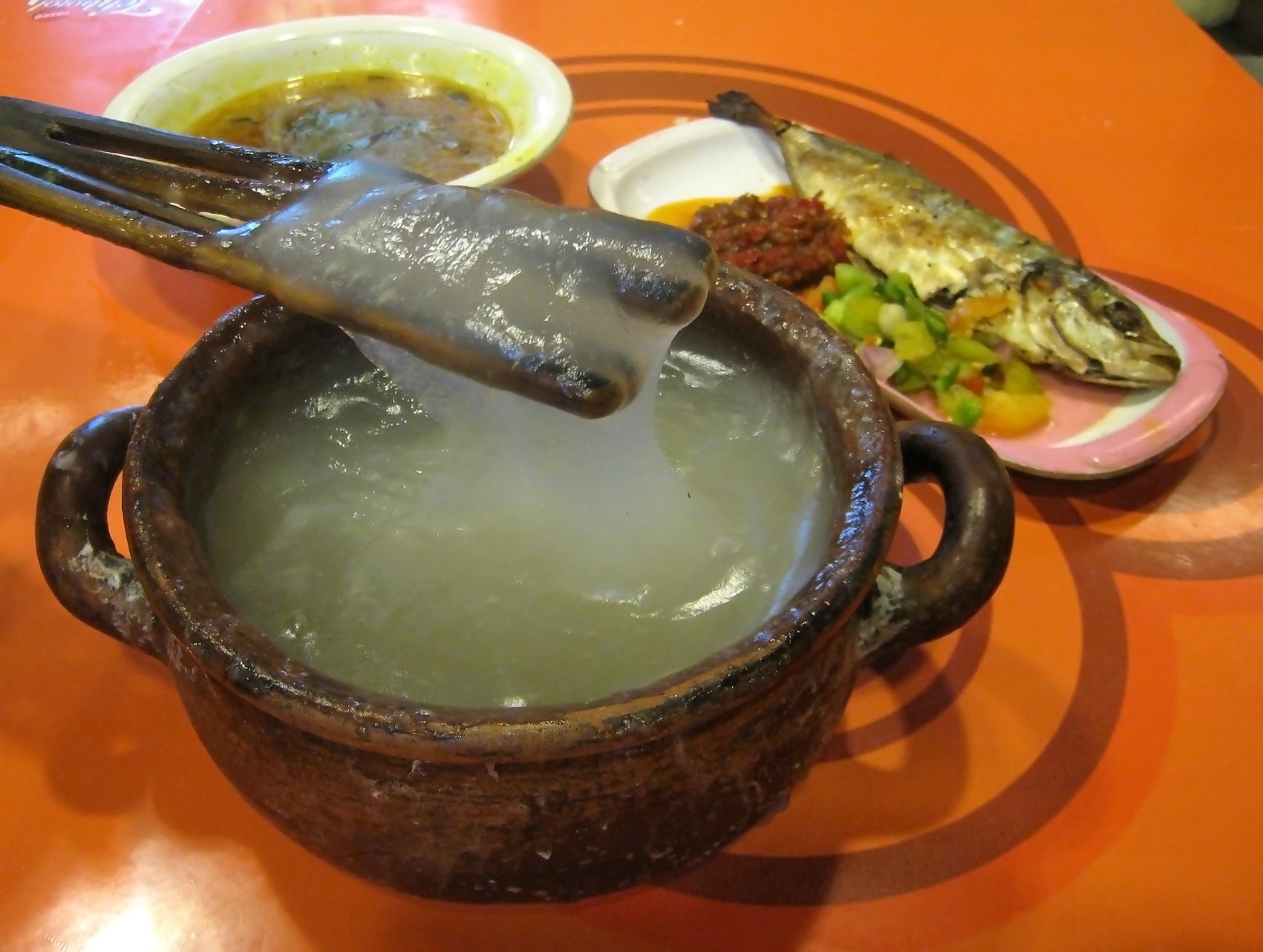
Papeda mit einer gelben Soße und einer gegrillten Makerele

Es gibt auch ein ähnliches ost-indonesisches Gericht, das Papeda genannt wird. Die japanische Variante Congee wird hingegen aus zerkochtem Reis gewonnener Reis-Stärke zubereitet, während  Porridge aus Haferflocken oder Hafermehl sowie Wasser bzw. Milch hergestellt wird.